# Alto Conselho dos Bnei Noah
O Alto Conselho dos Bnei Noah (em inglês: High Council of B'nei Noah) é um grupo de Noahides reconhecidos em 2006 por um grupo judaico que clama ter restaurado o Sanhedrin em 2004. Como uma organização internacional serviria como ligação entre o Sanhedrin e o Movimento Noahide no mundo.